# Miatta Maria Samba
Miatta Maria Samba (* 3. Oktober 1971 in Sierra Leone) ist eine Juristin und Richterin am Internationalen Strafgerichtshof. Zuvor war sie Richterin am Sondergerichtshof für Sierra Leone (Residual Special Court for Sierra Leone, RSCSL).

## Leben und Wirken
An der Universität von Sierra Leone in Freetown erwarb sie 1998 einen Abschluss als Bachelor of Laws, dem im Folgejahr die Zulassung als Utter Barrister nach Fortbildung an der Sierra Leone Law School folgte. Im Jahr 2001 erwarb sie einen Master of Laws in Human Rights and Democratisation in Africa von der Universität Pretoria (Südafrika).
In den Jahren 2002 bis 2010 war sie als Associate trial attorney Staatsanwältin in zuarbeitender Funktion bei großen Fällen.
Von 2010 bis 2015 war sie Prosecutor (Anklägerin) bei der Anti-Korruption-Behörde. Sie leitete den Fall gegen den Bürgermeister von Freetown, Herbert Akieremi George-Williams sowie weitere Fälle gegen hochrangige Beamte. Zeitgleich war sie Field Operations Officer bei der Außenstelle der Anklagebehörde des IStGH in Uganda.
Sie war von 2015 bis 2019 Richterin am High Court (erstinstanzliches Gericht für komplexe und für schwerwiegende Fälle). Seit 2019 bis zum Amtsantritt am IStGH war sie Richterin am Court of Appeal und wurde fallweise auf Ruf des Chief Justice auch am Supreme Court eingesetzt.
Samba wurde bei der Richterwahl 2020 zum Internationalen Strafgerichtshof am 21. Dezember 2020 gewählt und trat dieses Amt am 11. März 2021 an.